# Aziz Ouakaa
Aziz Ouakaa (* 7. August 1999 in Tunis) ist ein tunesischer Tennisspieler.

## Karriere
Houssam Ouakaa spielte zwischen 2013 und 2017 auf der ITF Junior Tour und erreichte dort mit Platz 186 seine höchste Junioren-Ranglistenposition.
Sein erstes Profiturnier bestritt Ouakaa 2015, und seit 2017 ist er regelmäßig in der Tennisweltrangliste vertreten. In den ersten Jahren spielte er ausschließlich auf die ITF Future Tour. 2020 feierte er dort seinen ersten Titel im Doppel. Mit zwei weiteren Doppeltiteln im Jahr 2021 schloss er die Saison auf Rang 587 ab.
Im Jahr 2022 setzte Ouakaa seinen Erfolgskurs im Doppel fort, indem er fünf Future-Titel gewann. Dies ermöglichte ihm erstmals den Sprung in die Top 400 der Weltrangliste. Auf der ATP Challenger Tour debütierte er bei den Tunis Open 2022, schied jedoch im Einzel und Doppel jeweils in der ersten Runde aus. Zudem erreichte er bei den Mittelmeerspielen in Algerien das Viertelfinale der Doppelkonkurrenz.
2023 errang Ouakaa erneut fünf Doppeltitel auf der Future Tour, darunter erstmals zwei Siege der höher dotierten M25-Kategorie. Beim Kia Tunis Open 2023 auf der Challenger Tour erreichte er an der Seite von James McCabe das Endspiel, wo sie gegen Théo Arribagé und Luca Sanchez unterlagen.
Die Saison 2024 brachte ihm weitere vier Future-Titel im Doppel. Darüber hinaus zeigte Ouakaa erstmals mehrere stärkere Leistungen auf der Challenger Tour, mit Halbfinalteilnahmen in Porto Alegre und Tunis. Dadurch verbesserte er sich auf Rang 227 der Doppel-Weltrangliste, seine bisherige Bestplatzierung. Im Einzel gelangen ihm 2024 ebenfalls Fortschritte: Er erreichte dreimal das Halbfinale und einmal das Finale eines Future-Turniers, wodurch er auf Platz 634 kletterte, seine beste Einzelplatzierung.
Seit 2018 ist Ouakaa fester Bestandteil der tunesische Davis-Cup-Mannschaft. In zehn Begegnungen konnte er eine Bilanz von 11:1 vorweisen.

## Erfolge
| Legende (Anzahl der Siege) |
| Grand Slam                 |
| ATP Finals                 |
| ATP Tour Masters 1000      |
| ATP Tour 500               |
| ATP Tour 250               |
| ATP Challenger Tour (1)    |

### Doppel

#### Turniersiege
| Nr. | Datum          | Turnier | Belag     | Partner                     | Finalgegner                          | Ergebnis  |
| --- | -------------- | ------- | --------- | --------------------------- | ------------------------------------ | --------- |
| 1.  | 27. April 2025 | Abidjan | Hartplatz | Constantin Bittoun Kouzmine | Aleksandre Bakschi S. D. Prajwal Dev | 7:65, 7:5 |